# Аметист
Аметист је љубичасти варијетет кварца, драги камен, који се користи за израду накита. Име долази од грчког αμεθυστoς, што значи не опити, јер се раније веровало да штити онога ко га носи од опијања. Антички Грци и Римљани би чаше за пиће правили од аметиста, јер су веровали да се неће опити, ако пију из њих.

## Хемија
Хемијска формула је SiO2. Аметистова боја долази од нечистоћа гвожђа. Даље је показано да је комплексан однос гвожђа и алуминијума одговоран за боју. Када је загрејан аметист мења боју у жуту.
Синтетички (вештачки добијен) аметист је веома сличан правом. Једино је скупом анализом могуће открити разлику вештачког и природног аметиста.

## Састав
Састављен је од нерегуларне мешавине ламела левога и деснога кварца. Због тога се лако ломи. С друге стране има степен тврдоће 7 по Мосовој скали.

## Историја
Користили су га још стари Египћани. Као минерал је широко раширен, али прави примерци погодни за накит налазе се на релативно мало места. Римљани су га сматрали благословеним каменом, који их спашава пијанства.

### Назив
Аметиста је у грчкој митологији била нимфа, од које је, према предању настао полудраги камен аметист.

## Налазишта
Налази се углавном унутар вулканских стена
- Бразил је са највећим налазиштима аметиста[1]
- Русија
- Уругвај
- САД
- Шри Ланка
- Мадагаскар

## Вредност
Аметист је био међу највреднијим драгим камењем, али када су у Бразилу нашли велике резерве цена му је пала. Највреднији аметист зван „дубоки руски“ је јако редак, па му цена зависи од потражње. Ипак аметист је за ред величине јефтинији од сафира или рубина. Аметисти руског квалитета и они из Грузије имају цену око 50 долара по карату.